# Garryaceae
Die Garryaceae sind eine Familie in der Ordnung der Garryales innerhalb der Bedecktsamigen Pflanzen (Magnoliopsida). Sie besitzt ein disjunktes Areal in der Neuen Welt und im asiatischen Raum.

## Beschreibung

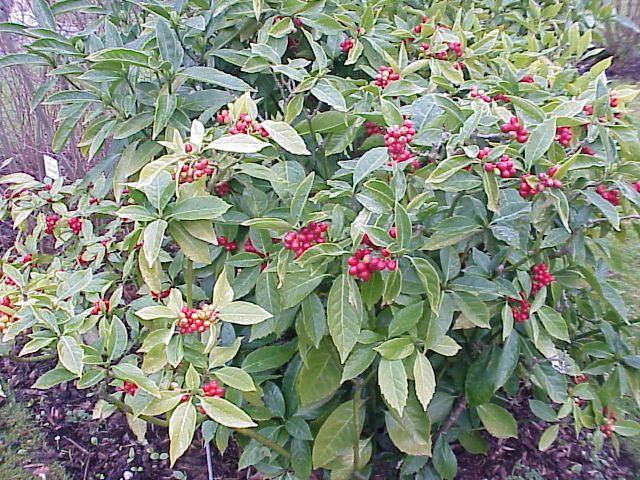
Japanische Aukube (Aucuba japonica): Grüne Form mit Früchten

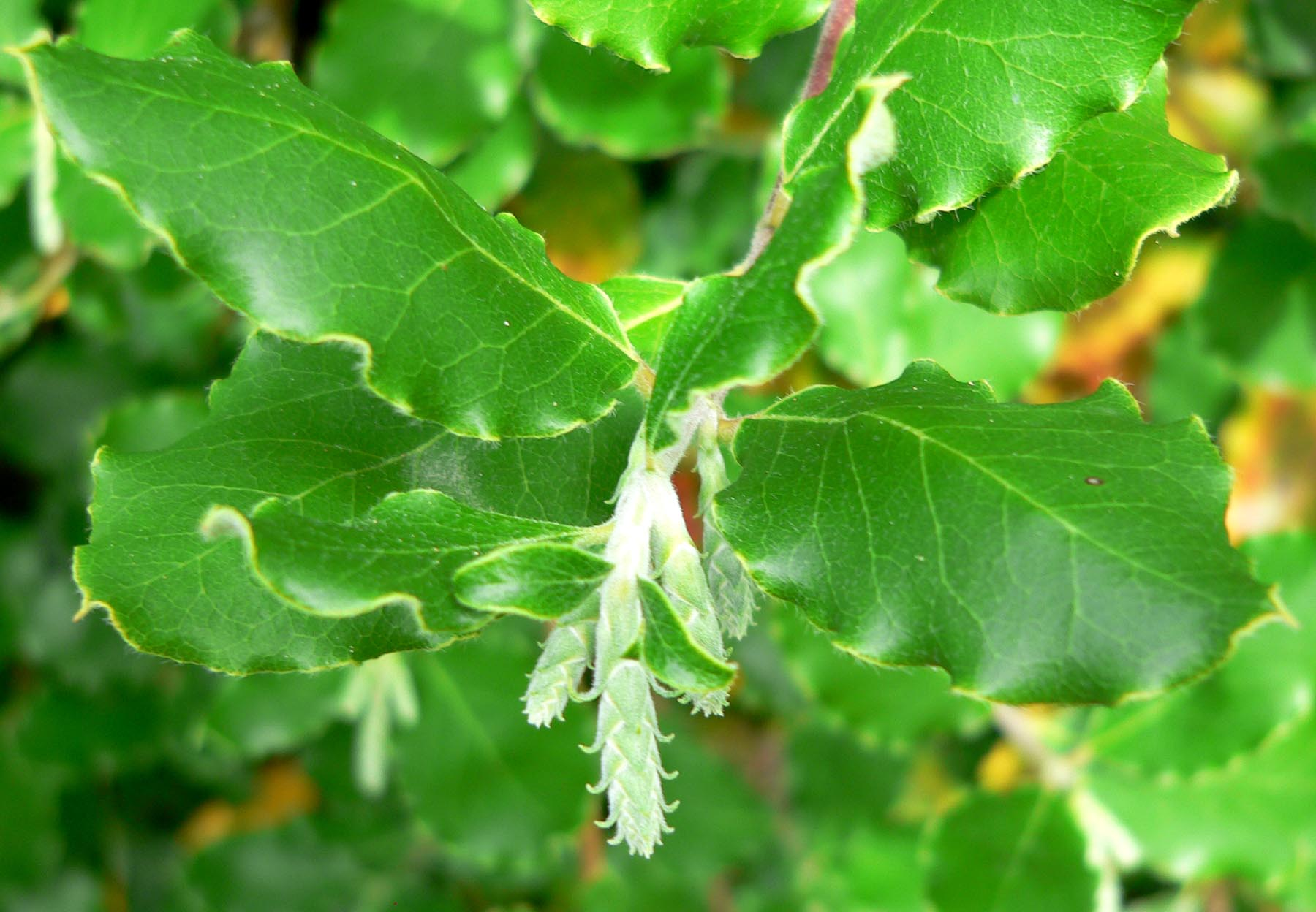
Laubblätter und knospige Blütenstände von Garrya elliptica

Es sind immergrüne verholzende Pflanzen: Sträucher oder Bäume. Die Zweige sind oft anfangs vierflügelig, später vierkantig. Die gegenständig angeordneten Laubblätter sind gestielt, ledrig und einfach. Die Blattränder sind meist glatt. Die Stomata sind paracytisch. Nebenblätter fehlen.
Sie bilden kätzchenartige Blütenstände. Sie sind zweihäusig getrenntgeschlechtig (diözisch). Die Blüten sind von Deckblättern umgeben. Die radiärsymmetrischen, kleinen Blüten sind vierzählig. Die Blütenhüllblätter sind reduziert oder fehlen. Wenn Blütenhüllblätter vorhanden sind, sind es zwei oder vier in weiblichen Blüten und vier in den männlichen Blüten; sie sind frei oder basal verwachsen. Die männlichen Blüten enthalten vier Staubblätter. In den weiblichen Blüten sind zwei bis selten drei Fruchtblätter zu einem unterständigen Fruchtknoten verwachsen. Je Fruchtblatt ist nur eine Samenanlage vorhanden.
Sie bilden Beeren, die nur ein oder selten zwei Samen enthalten. Der Embryo ist kurz.

## Inhaltsstoffe
Typisches chemosystematisches Merkmal der Garryaceae ist das Vorkommen von Petroselinsäure als Hauptfettsäure in beiden Gattungen.

## Systematik und Verbreitung
Die Familie Garryaceae wurde 1834 von John Lindley in Edwards's Botanical Register, 20, ad t. 1686 aufgestellt mit Garrya als Typusgattung. Ein Synonym für Garryaceae Lindl. ist Aucubaceae J.Agardh. Der Gattungsname ehrt den englischen Kaufmann und Händler Nicholas Garry (1782–1856).
Sie besitzen ein disjunktes Areal: zum einen die Garrya von den westlichen USA über Zentralamerika bis in die Karibik; zum anderen die Aucuba im asiatischen Raum von Sikkim über China bis Japan.
Die Familie Garryaceae beinhaltet folgende zwei Gattungen mit etwa 17 Arten:
- Aukuben, oder Goldorange genannt (Aucuba Thunb.): Die drei bis zehn Arten sind in Ostasien verbreitet.
- Garrya Douglas ex Lindl., manchmal Becherkätzchen genannt: Die etwa 13 Arten sind von den westlichen USA über Zentralamerika bis zu den karibischen Inseln verbreitet.